# Tierra vegetal

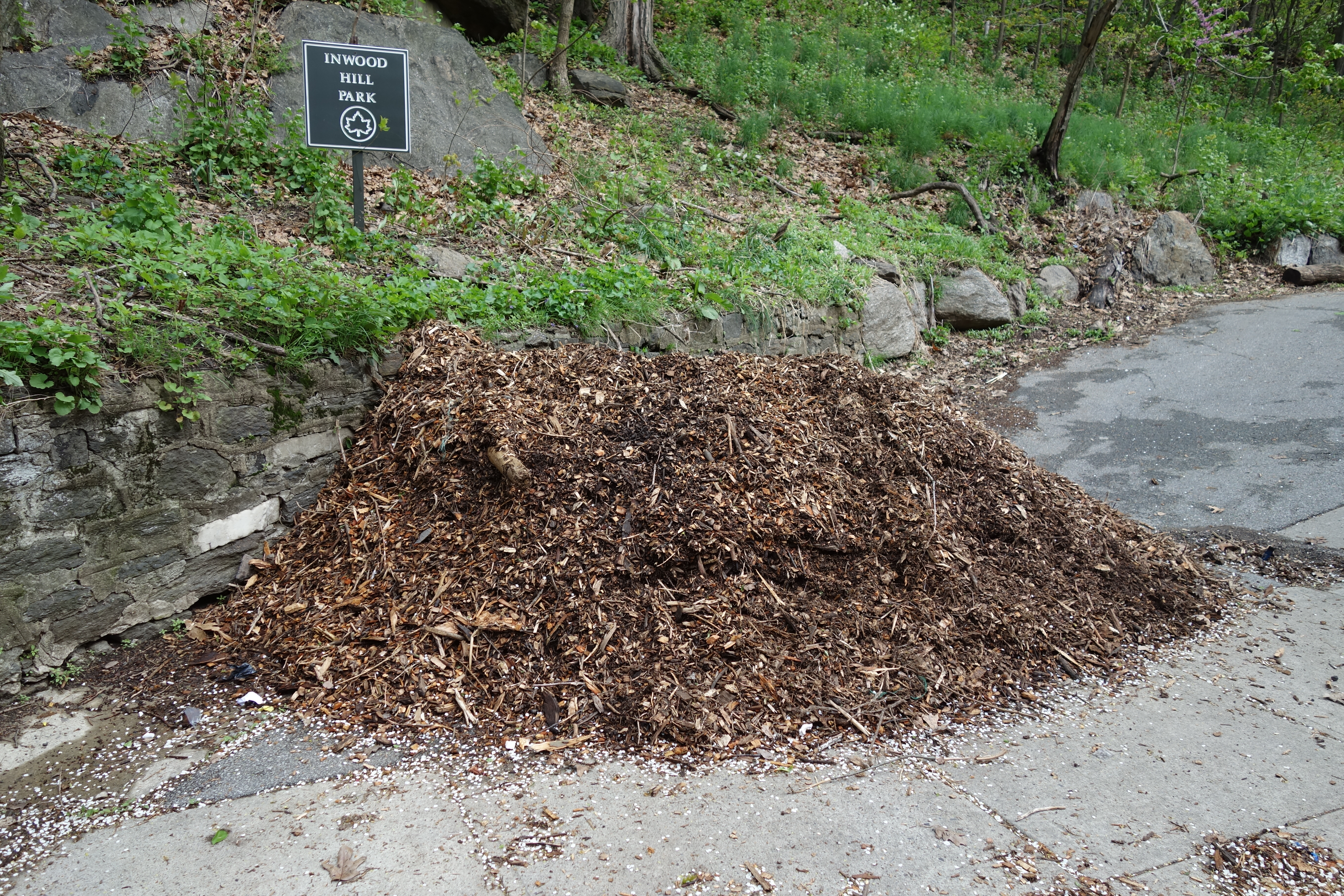

Se llama tierra vegetal a la tierra que formada de arcillas, arenas, y en general de los detritus de varias rocas, contiene materias orgánicas en diversos grados de descomposición. Alteradas esas materias se forma la sustancia llamada humus, que es la parte esencial de toda tierra vegetal, y la que sirve de principal alimento a las plantas. 

## Caracteres físicos
Pueden aplicarse á la tierra vegetal muchos de los correspondientes a las arenas y arcillas así como a sus diversas mezclas. Los colores son generalmente grises, tanto más oscuros cuanta mayor cantidad de restos orgánicos contengan.

## Composición
La tierra vegetal, como se ha dicho, es una mezcla en proporciones variables de los detritus de varias rocas y de restos orgánicos. En química agrícola se enseñan métodos para determinar los componentes de una tierra vegetal; pero para conocer de modo aproximado su riqueza en materias orgánicas, se puede operar de la manera siguiente: se pulveriza la tierra y se deseca en una fuente de calor a temperatura media para que sólo pierda su agua higroscópica. Se toma después una cantidad pesada cuidadosamente y se somete a alta temperatura; toda la parte orgánica se quemará por lo que pesando de nuevo el residuo o ceniza, se deducirá, por comparación, la cantidad de materia orgánica. 
Por lavados o lexiviaciones de la tierra vegetal, pueden irse separando la arcilla, la arena y otros detritus para apreciar aproximadamente sus proporciones relativas y reconocer la naturaleza de los componentes.

## Variedades
Muchas son las variedades que pueden presentarse según las proporciones en que entran los elementos minerales y los orgánicos y se establecen nombres compuestos atendiendo a esas proporciones relativas. Así, se le llama: tierra humífera, arcillohumífera, arcillo-arenosa, areno-arcillosa, ferruginosa, y así sucesivamente. 
También según su consistencia se les llama tierras fuertes o tenaces, tierras sueltas, tierras de migajón cuando tienen una coherencia conveniente y son bastante fértiles. A la arcilla fina, llena de materia orgánica que depositan las aguas turbias, sobre todo en las avenidas de las corrientes, se le llama limo o lama y se usa para fertilizar los terrenos por medio de inundaciones.

## Yacimientos

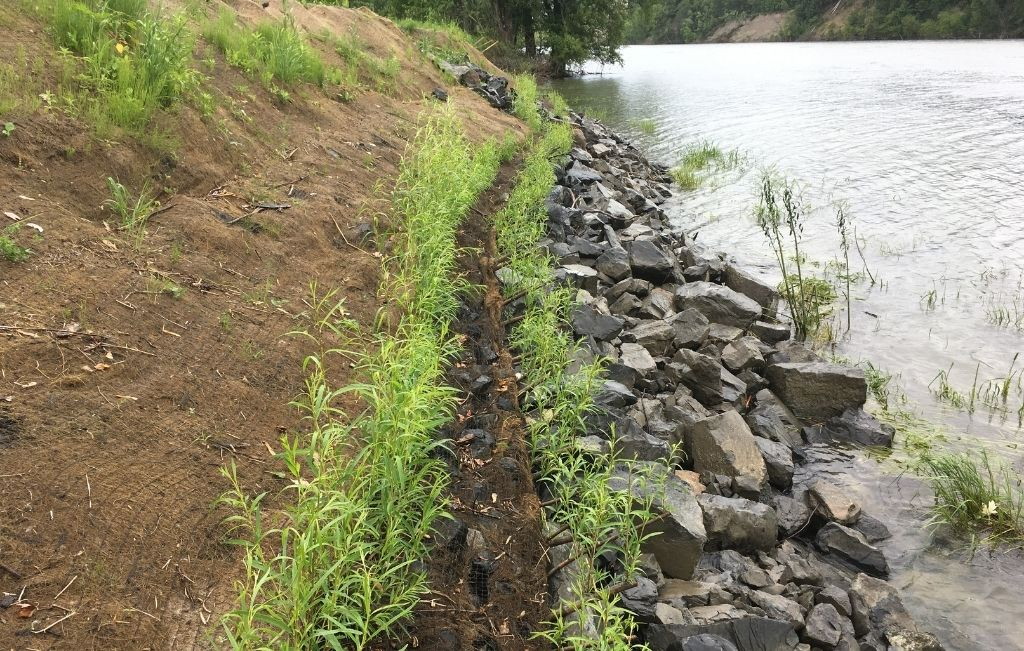

La tierra vegetal se encuentra en la superficie del terreno teniendo espesores variables, y la riqueza del terreno será tanto mayor cuanto más profundo sea el espesor de la tierra fértil. A veces las capas de tierra vegetal aparecen recubiertas por otras tierras acarreadas por las aguas e incluso, pueden formar bancos alternativos. 
Generalmente, en los cortes de terreno que forman los arroyos se observa el grueso de la tierra cultivable. En los terrenos tepetatosos o tóbicos escasea a veces la tierra útil o sólo se encuentra una ligera capa que los recubre, notándose que dominan en ellos las plantas espinosas. La tierra vegetal es de reciente formación. A nuestra vista puede estarse formando: así, vemos á las hojas de los árboles que caen, son llevadas por el viento o por las aguas o permanecen aglomeradas en los lugares en que caen; los agentes atmosféricos las alteran y trasforman en la sustancia nutritiva de que se hizo mención. Por este procedimiento se efectúa un círculo entre los fenómenos vitales de las plantas; perecen unas, pero sus despojos ceden elementos a otras, estableciéndose así un ciclo continuo de vida con esos mismos elementos.